# Vestunionen
Vestunionen eller Den Vesteuropæiske Union (WEU) var en europæisk forsvars- og sikkerhedsorganisation, der blev som konsekvens af Bruxelles-traktaten fra 1948, ændret 1954. De grundlæggende medlemslande var Storbritannien, Frankrig, Belgien, Luxembourg og Holland. Vesttyskland og Italien blev optaget i 1954.
Vestunionen ledtes af et råd af ministre, assisteret af et permanent repræsentantskabsråd på ambassadørniveau. En parlamentarisk forsamling skulle klare arbejdet i rådet.
Det militære samarbejde imellem de vesteuropæiske stater kom primært til at foregå i NATO, hvorfor Vestunionen aldrig blev udbygget i samme grad. De fleste af Vestunionens funktioner blev siden overtaget af EU. Den 31. marts 2010 erklærede Vestunionens medlemslande ved et møde i Bruxelles, at Bruxelles-traktaten blev opsagt, og at Vestunionens organisation skulle ophøre endeligt ved udgangen af juni 2011.
I juni 1998 blev Eurofor (European Operational Rapid Force) operationel. Styrken var en reaktionsstyrke under Vestunionen.
Styrken blev dannet efter et møde i Lissabon 15. maj 1995.
| Underskrevet Ikrafttrædelse Dokument | 1948 Bruxelles-traktaten                      | 1951 1952 Paris-traktaten      | 1954 1955 Ændrede Bruxellestraktat           | 1957 1958 Rom-traktaterne                    | 1965 1967 Fusionstraktaten                   | 1975 - Rådsmødekonklusioner                  | 1985 Schengen-traktaten                      | 1986 1987 EF-pakken                          | 1992 1993 Maastricht-traktaten               | 1992 1993 Maastricht-traktaten | 1997 1999 Amsterdam-traktaten | 2001 2003 Nice-traktaten  | 2007 2009 Lissabon-traktaten | 2007 2009 Lissabon-traktaten |  |
|                                      |                                               |                                |                                              |                                              |                                              |                                              |                                              |                                              |                                              |                                |                               |                           |                              |                              |  |
| Den Europæiske Unions tre søjler:    |                                               |                                |                                              |                                              |                                              |                                              |                                              |                                              |                                              |                                |                               |                           |                              |                              |  |
| Europæiske Fællesskaber:             |                                               |                                |                                              |                                              |                                              |                                              |                                              |                                              |                                              |                                |                               |                           |                              |                              |  |
|                                      | Det Europæiske Atomenergifællesskab (EURATOM) |                                |                                              |                                              |                                              |                                              |                                              |                                              |                                              |                                |                               |                           |                              |                              |  |
|                                      |                                               |                                | Det Europæiske Kul- og Stålfællesskab (EKSF) | Det Europæiske Kul- og Stålfællesskab (EKSF) | Det Europæiske Kul- og Stålfællesskab (EKSF) | Det Europæiske Kul- og Stålfællesskab (EKSF) | Traktaten ophørte i 2002                     | Traktaten ophørte i 2002                     | Traktaten ophørte i 2002                     |                                | Den Europæiske Union (EU)     | Den Europæiske Union (EU) |                              |                              |  |
|                                      |                                               |                                | Det Europæiske Økonomiske Fællesskab (EØF)   |                                              |                                              |                                              |                                              |                                              |                                              |                                | Den Europæiske Union (EU)     | Den Europæiske Union (EU) |                              |                              |  |
|                                      |                                               |                                |                                              | Schengen-samarbejdet                         |                                              |                                              | Det Europæiske Fællesskab (EF)               | Det Europæiske Fællesskab (EF)               |                                              |                                | Den Europæiske Union (EU)     | Den Europæiske Union (EU) |                              |                              |  |
|                                      |                                               | TREVI                          | TREVI                                        | TREVI                                        | Retlige og indre anliggender (RIA)           |                                              | Det Europæiske Fællesskab (EF)               | Det Europæiske Fællesskab (EF)               |                                              |                                | Den Europæiske Union (EU)     | Den Europæiske Union (EU) |                              |                              |  |
|                                      | Politi- og strafferetligt samarbejde (PSS)    | TREVI                          | TREVI                                        | TREVI                                        | Retlige og indre anliggender (RIA)           |                                              |                                              |                                              |                                              |                                | Den Europæiske Union (EU)     | Den Europæiske Union (EU) |                              |                              |  |
|                                      |                                               |                                |                                              |                                              | Europæiske Politiske Samarbejde (EPS)        | Fælles udenrigs- og sikkerhedspolitik (FUSP) | Fælles udenrigs- og sikkerhedspolitik (FUSP) | Fælles udenrigs- og sikkerhedspolitik (FUSP) | Fælles udenrigs- og sikkerhedspolitik (FUSP) |                                | Den Europæiske Union (EU)     | Den Europæiske Union (EU) |                              |                              |  |
| Vestunionen (WU)                     | Vestunionen (WU)                              | Den Vesteuropæiske Union (WEU) | Den Vesteuropæiske Union (WEU)               | Den Vesteuropæiske Union (WEU)               | Den Vesteuropæiske Union (WEU)               | Den Vesteuropæiske Union (WEU)               | Den Vesteuropæiske Union (WEU)               |                                              |                                              |                                |                               | Den Europæiske Union (EU) |                              |                              |  |
| Vestunionen (WU)                     | Vestunionen (WU)                              | Den Vesteuropæiske Union (WEU) | Den Vesteuropæiske Union (WEU)               | Den Vesteuropæiske Union (WEU)               | Den Vesteuropæiske Union (WEU)               | Den Vesteuropæiske Union (WEU)               | Den Vesteuropæiske Union (WEU)               | Traktaten ophørte i 2011                     |                                              |                                |                               |                           |                              |                              |  |
|                                      |                                               |                                |                                              |                                              |                                              |                                              |                                              |                                              |                                              |                                |                               | v d r                     |                              |                              |  |

## Medlemmer og samarbejdspartnere
Vestunionen havde 10 medlemslande, 6 associerede lande, 5 observatørlande og 7 samarbejdende lande:
| Medlemslande: (efter ændringen af Bruxelles-traktaten i 1954) Alle landene var medlemmer af både NATO og EU. Disse lande var de eneste med fuld stemmeret. - Frankrig - Vesttyskland (fra 3. oktober 1990 hele Tyskland) - Italien - Storbritannien - Belgien - Holland - Luxembourg - Portugal (27. marts 1990) - Spanien (27. marts 1990) - Grækenland (1995) Observatørlande: Observatørlandene var medlemmer af EU men ikke af NATO.1 - Danmark (1992)1 - Irland (1992) - Østrig (1995) - Sverige (1995) - Finland (1995) 1 Danmark var en undtagelse, da landet er medlem af både NATO og EU, men ikke deltager i EU's militærsamarbejde pga. forsvarsforbeholdet; Danmarks stilling i WEU ville dermed reelt svare til et associeret medlem (medlem af NATO, men ikke af EU). | Associerede lande: Associeret medlemskab blev oprettet for at inkludere europæiske lande der var NATO-medlemmer, men ikke medlemmer af EU. Siden da er Polen, Tjekkiet og Ungarn også blevet indlemmet i EU. - Tyrkiet (1992) - Norge (1992) - Island (1992) - Polen (1999) - Tjekkiet (1999) - Ungarn (1999) Samarbejdende lande: Lande der ved optagelsen hverken var en del af NATO eller EU. Alle landene er senere blevet indlemmet i både NATO og EU. Alle landene på nær Slovenien blev optaget i 1994. - Estland - Letland - Litauen - Slovakiet - Bulgarien - Rumænien - Slovenien (1996) |